# Partícula pseudoviral
As partículas pseudovirais (do inglês, viral-like particles, VLPs) são moléculas que se assemelham a vírus, mas não são infecciosas porque não contêm material genético viral. Eles podem ocorrer naturalmente ou serem sintetizadas (por exemplo, através da expressão de proteínas estruturais virais). As proteínas produzidas, então, se auto-montam em uma estrutura semelhante ao vírus em si. Combinações de proteínas de diferentes vírus podem ser usadas para criar VLPs recombinantes.
VLPs naturais, derivadas do vírus da hepatite B (HBV) foram descritas em 1968 a partir de soros de pacientes. As VLPs podem ser produzidas em vários sistemas de cultura de células, incluindo bactérias, linhagens celulares de mamíferos, linhas celulares de insetos, culturas de leveduras e células vegetais.

## Uso pratico

### Vacinas
As VLPs podem ser úteis como vacinas . As VLPs contêm de proteínas da superfície viral com epítopos virais conformacionais capazes de induzir respostas imunes de células T e de células B. Como as VLPs não podem se replicar, elas fornecem uma alternativa mais segura que os vírus atenuados.
AS VLPs foram usadas para desenvolver vacinas disponíveis comercialmente contra a hepatite B e o papilomavírus humano.
A primeira vacina VLP que trata da malária, Mosquirix, (RTS, S) foi aprovada por reguladores na União Europeia, com uma porção da proteína circunsporozoíta de Plasmodium falciparum, fundida ao antígeno de superfície da Hepatite B.
Há indícios que as vacinas VLP contra o vírus influenza podem fornecer proteção mais forte e duradoura contra vírus da gripe do que as vacinas convencionais. A Novavax e a Medicago Inc. realizaram ensaios clínicos de suas vacinas VLP contra a gripe .
As VLPs também foram usadas para desenvolver um candidato vacinal pré-clínico  contra o vírus chikungunya.